# Grallaria kaestneri
El tororoí o tororoi de Cundinamarca (Grallaria kaestneri), también denominado  chululú de Cundinamarca, es una especie de ave paseriforme perteneciente al numeroso género Grallaria  de la familia Grallariidae, anteriormente incluido en Formicariidae. Es endémica de Colombia.

## Distribución y hábitat
Se distribuye en la Cordillera Oriental de los Andes de Colombia (Cundinamarca y Meta).
Es poco común y muy local en el suelo o cerca de él en hábitats de bosques nubosos muy húmedos de la vertiente oriental entre los 1800  y 2300 m de altitud.

## Descripción
Mide 15,5 cm de longitud. Plumaje pardo oliváceo oscuro, con lores y anillo ocular blancos; la garganta blanca opaca y el pecho oliva grisáceo con estrías delgadas blancas.

## Alimentación
Se alimenta de insectos, arañas y lombrices, que recoge del suelo o revolcando la hojarasca.